# Ga Mộc Sách
Ga Mộc Sách là ga trên tuyến Nâu thuộc Hệ thống đường sắt đô thị Đài Bắc, nằm tại Văn Sơn, Đài Bắc, Đài Loan. Ga này nằm tại khu vực Mộc Sách vốn ngày xưa là một quận của Đài Bắc, về sau sáp nhập với quận Cảnh Mỹ bên cạnh thành quận Văn Sơn ngày nay.

## Tổng quan

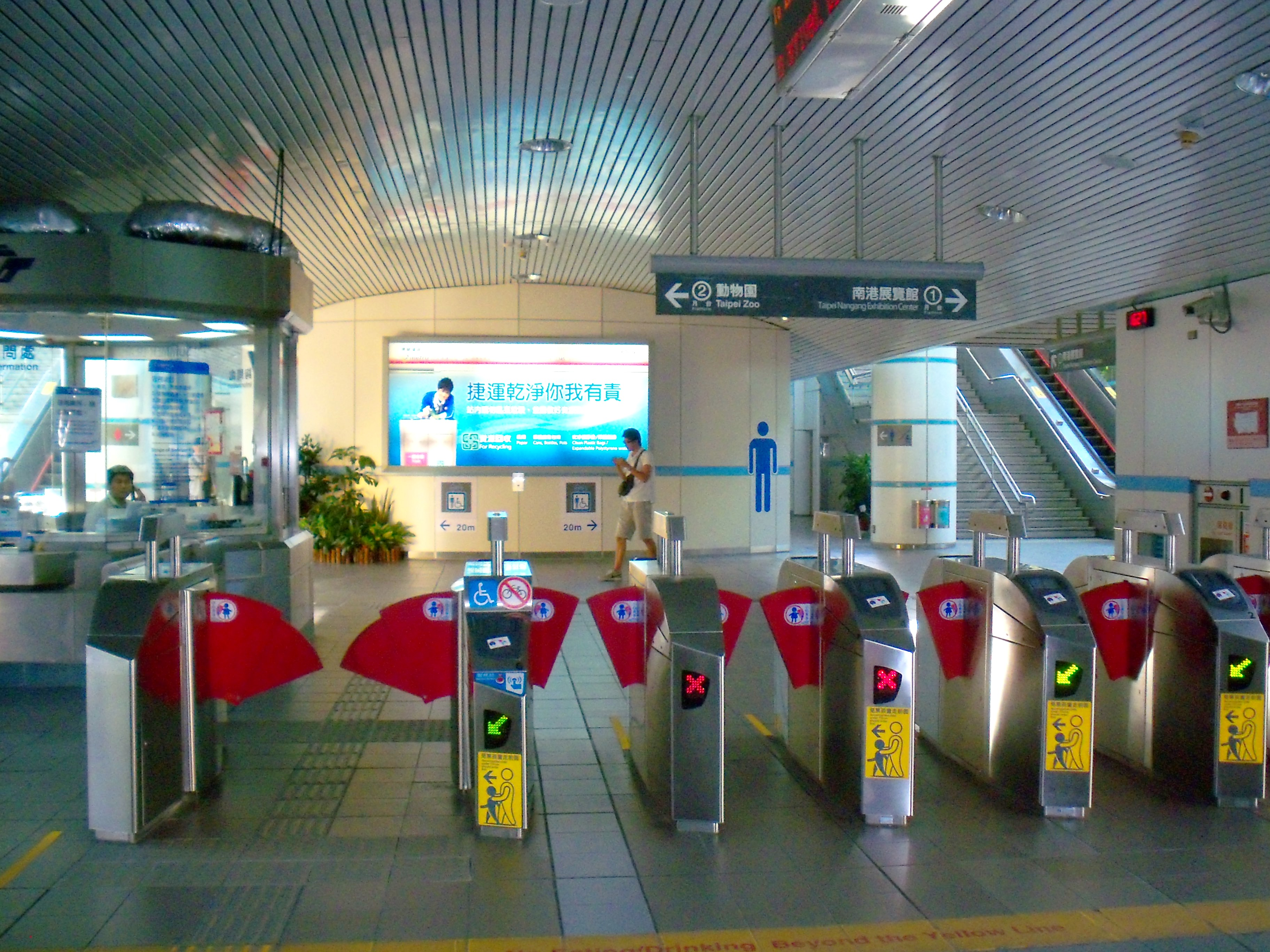
Phòng chờ ga Mộc Sách

Nhà ga gồm 2 tầng, ga ở trên cao với 2 ke ga và một lối thoát. Nó nằm giữa đường Mộc Sách (木柵路) và đường Vạn Phương (萬芳路), gần đoạn giao giữa đường Mộc Sách và đường Quân Công (军工路).

## Bố trí ga
| 2F                             |                                                                                          |
| Ke ga, cửa sẽ mở phía bên phải |                                                                                          |
| Ke ga 1                        | ← Tuyến Văn Hồ hướng đi Trung tâm triển lãm Đài Bắc Nam Cảng (BR03 Cộng đồng Vạn Phương) |
| Ke ga 2                        | → Tuyến Văn Hồ hướng đi Sở thú Đài Bắc (BR01 Ga cuối) →                                  |
| Ke ga, cửa sẽ mở phía bên phải |                                                                                          |

| 1F        |                                                                                              |
| Phòng chờ | Lối ra/vào, hành lang, quầy thông tin, máy bán vé tự động, cổng soát vé 1 chiều, nhà vệ sinh |

### Lối thoát
- Lối thoát đơn: Đường Mộc Sách (Đoạn 4), đường Quân Công